# I'll Be over You
 I'll Be over You  — балада каліфорнійського гурту «Toto». Авторами композиції стали Стів Лукатер (музика) та Ренді Гудрам (слова). Лід-ковалістом став сам Лукатер. На бек-вокал був запрошений Майкл Макдональд — п'ятикратний володар премії Греммі, відомий співак у стилі «блакитноокий соул».
Пісня посіла #11 сходинку у чарті Billboard — і це остання композиція «Toto», яка потрапила до TOP-20 США. На додаток, протягом двох тижнів, цей сингл очолював «Adult Contemporary Chart»,
Як одна з відомих пісень гурту, «I'll Be over You» виконується майже на всіх концертах «Toto».

## Відео-кліп
У цьому кліпі також знявся і Майкл Макдональд.

## Композиції
Сторона А
1. I'll Be over You 4:19

Сторона Б
1. In a Word 4:59